# Hubert Viel
Hubert Viel är en fransk filmregissör och manusförfattare. Han långfilmsdebuterade 2013 med Artémis, cœur d'artichaut, en komedi om hur jaktgudinnan Artemis lever som litteraturstudent i det samtida Frankrike. Filmen spelades in på Super 8-film och hämtade inspiration från Éric Rohmer, Jean-Luc Godard och det antika Greklands poesi. Viels andra långfilm var Les Filles au Moyen Âge från 2015, en genreöverskridande film om en grupp barns utforskande av medeltiden, med inspiration från filmer som Rohmers Perceval le Gallois och Roberto Rossellinis Franciscus, Guds gycklare.

## Filmregi
- Avenue de l'Opéra (2006) – kortfilm
- Artémis, cœur d'artichaut (2013)
- Petit lapin (2014) – kortfilm
- Les Filles au Moyen Âge (2015)